# Piski csata

Colonel Baron Kemény defending the bridge at Pishki (1852).jpg

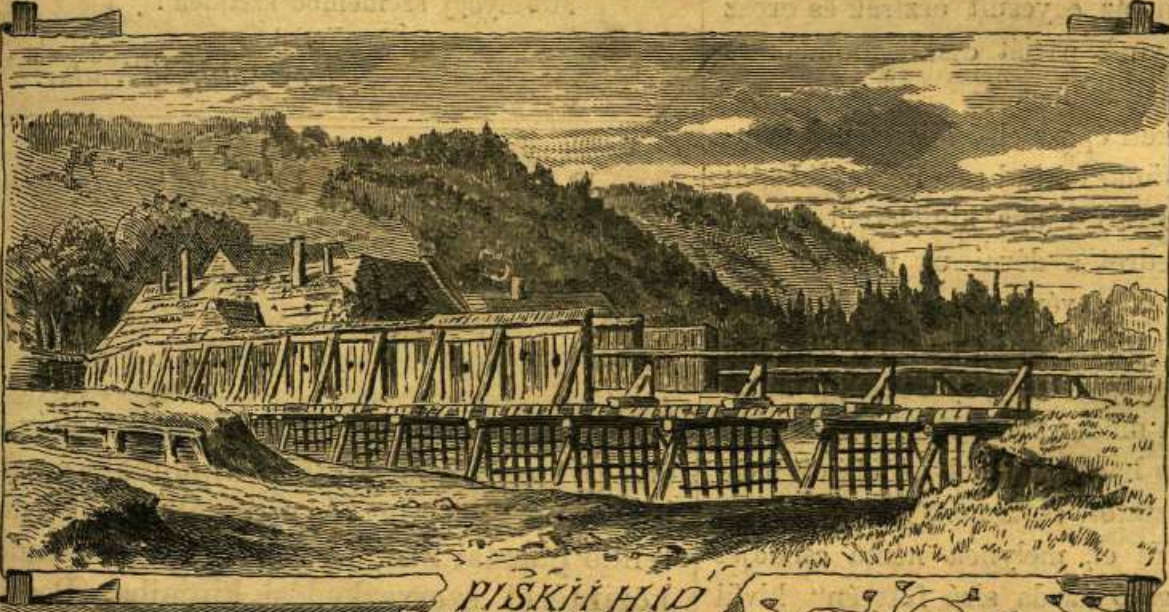
A régi piski híd a 19. században

A piski csata Bem József erdélyi hadjáratának egyik fordulópontja volt.
A Sztrigy folyó stratégiai jelentőségre szert tett hídjának a birtoklásáért folyt a harc 1849. február 9-én Bem és Puchner Antal Szaniszló seregei között.
Ha elvész a híd, elvész Erdély.

## Előzményei
Az 1848 decemberében indult erdélyi hadjárat a Nagyszebennél elszenvedett kudarc után fordulóponthoz ért, ugyanis Puchner orosz seregek behívására kényszerítette a szász és román komitékat. Miután a cári csapatok megszállták Nagyszebent és Brassót, a főparancsnok Bem csapatai ellen indult és február 4-én, Vízakna mellett jelentős győzelmet aratott. A súlyos vereség után Bem tábornoknak csak 1500 embere és néhány ágyúja maradt, és visszavonult nyugat felé. A sebesült Bem helyét átvevő Czetz János alatt, sikeres utóvédharcok után a honvédek egyesültek a Damjanich által küldött segédhadakkal, így az erdélyi hadsereg 7000 főre gyarapodott. A következő feladat Puchner megállítása volt, mielőtt azok kijutnak az Alföldre. A honvédcsapatok február 8-án Piski mellett foglalták el állásaikat, hogy megvédjék a Sztrigy folyó felett épült fahidat.

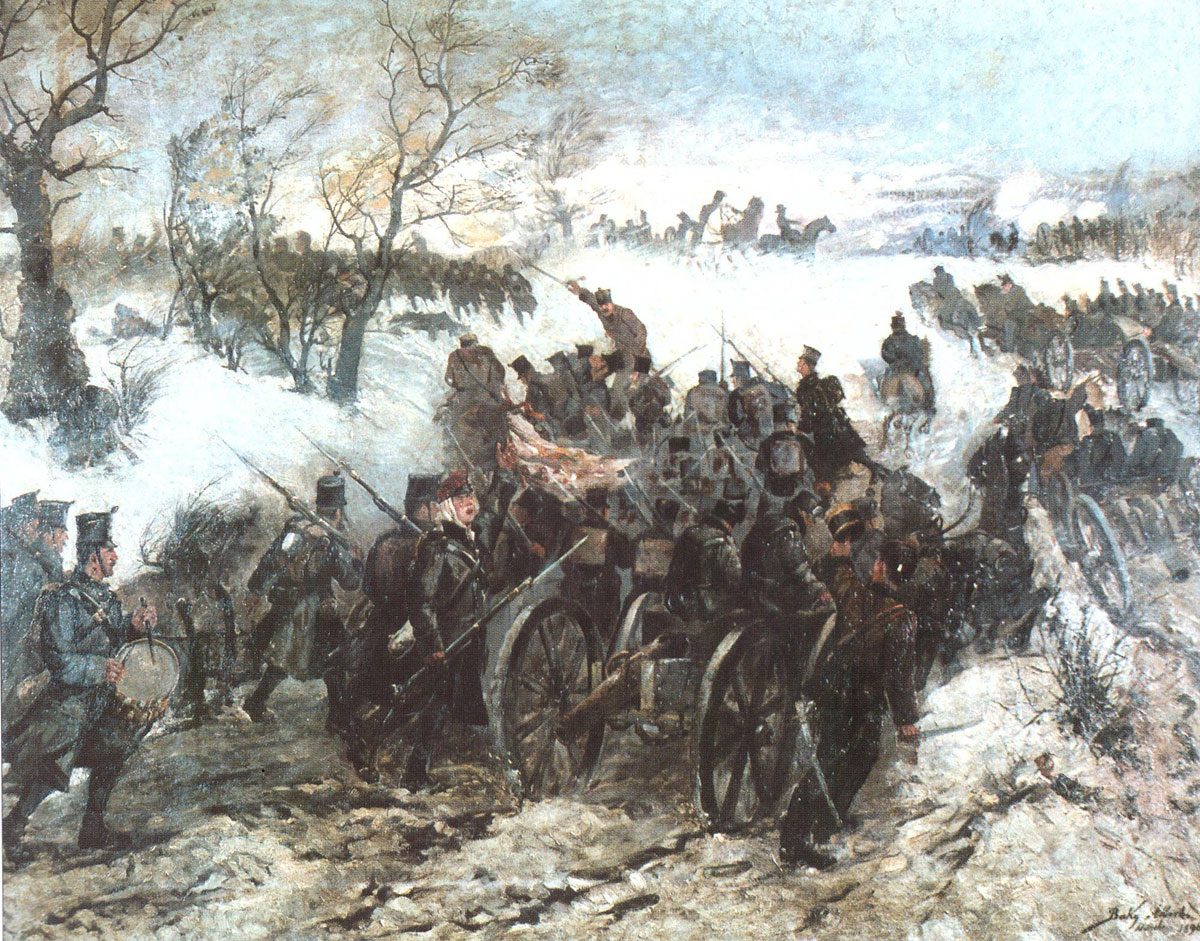
A piski csata

## Lefolyása

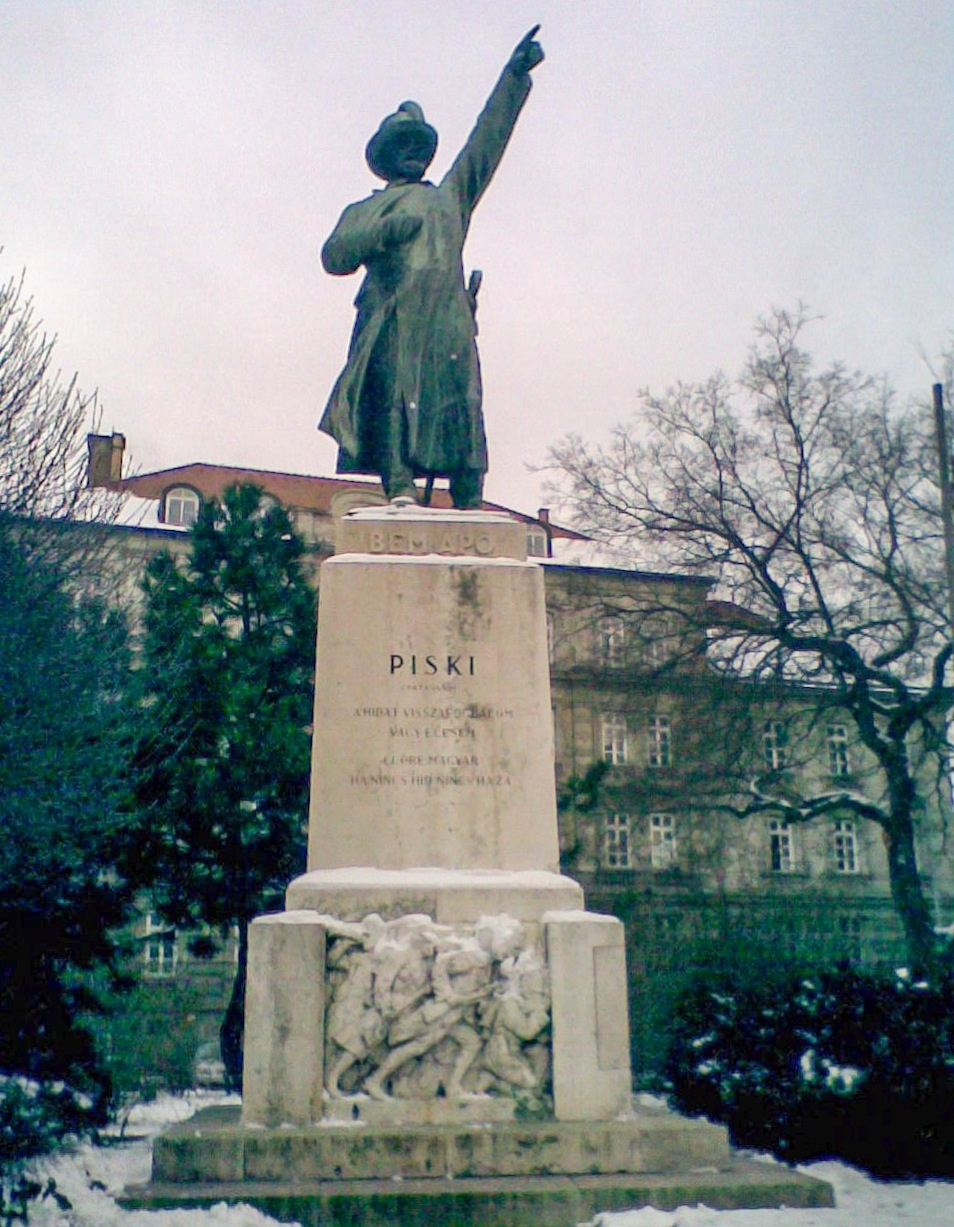
Bem budapesti szobrának talapzata is a csata emlékét őrzi

„A császáriak ágyúja szűnni kezdett, Czecz, báró Kemény Farkas s gróf Bethlen Gergely, a három dandárvezér … a sereget rohamra vezényelték. A 11. és 24. zászlóaljnak jutott a dicsőség előrohanni … utána a többi … a lovasság is bevágott … az ellent egész hosszában megbonták, csakhamar hidat, csatatért, mindent megkaptak.” Kővári László, a forradalom erdélyi krónikása.

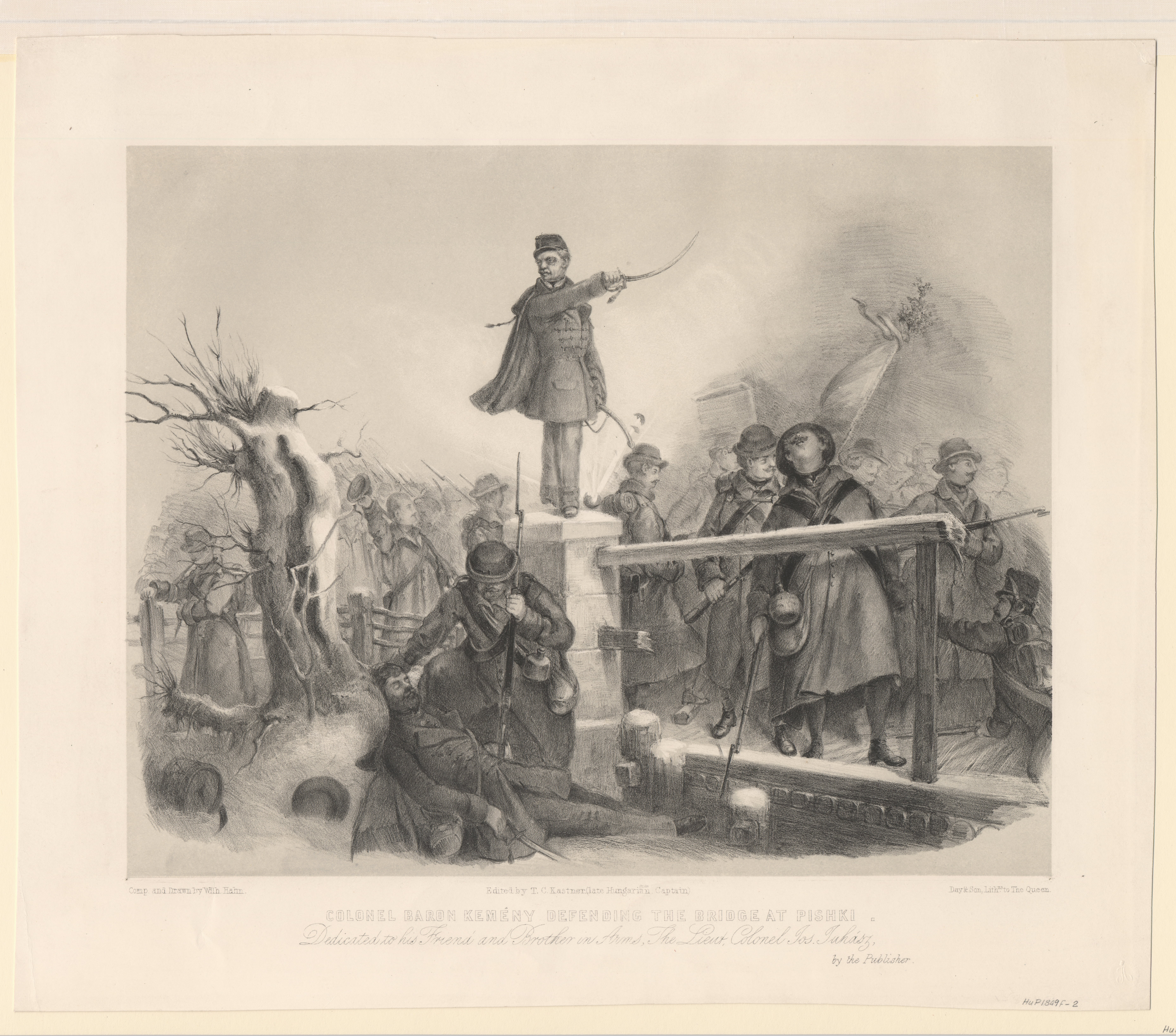
Kemény Farkas Piski hídját védelmezi

A magyar szabadságharcban a legendás 9. zászlóalj, illetve később a 11. zászlóalj megkülönböztető jelzése volt a vörös sapka. A 9. zászlóalj, amelynek Földváry Károly őrnagy volt a parancsnoka, eredetileg a kassai és miskolci újoncokból szerveződött, s tévedésből kapták a vörös sapkát, ám ezt Damjanich János vezetésével vívott délvidéki harcokban tanúsított kiemelkedő vitézségük miatt később is megtarthatták. Kolozsvárott megalakult a 11. zászlóalj Inczédy Sámuel őrnagy vezetésével, akiknek a 9. zászlóalj mintájára Bem tábornok a piski csatában tanúsított önfeláldozó vitézségükért a vörössapka-viselési jogát adományozta.

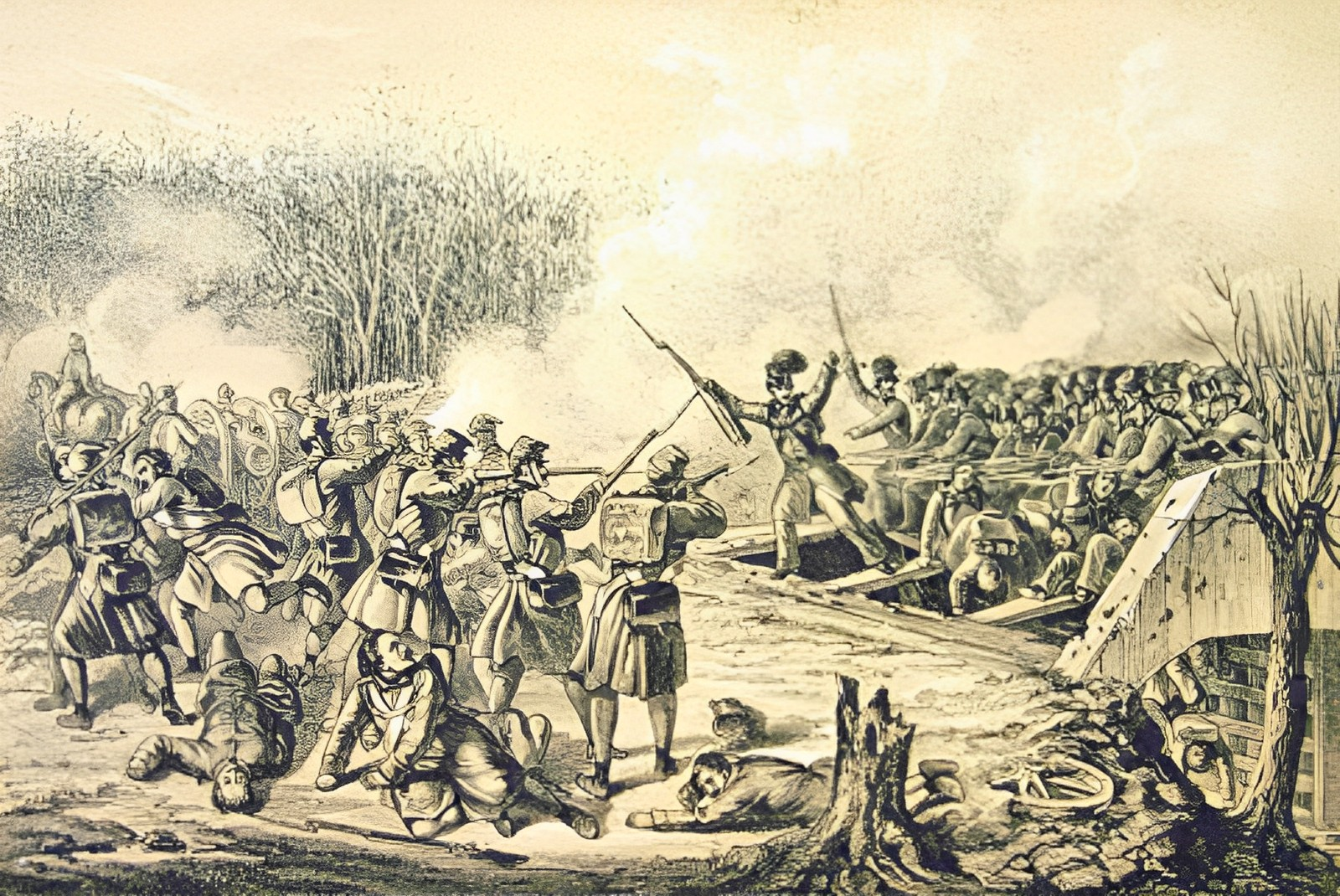
Harcok Piski hídjáért

Az ütközet már 6 óra előtt elkezdődött, ekkor dördültek el az első ágyúlövések. Hamarosan megkezdődött az egész vonalon a harc. 9 óra tájban indult meg az ellenséges gyalogság a 40 méteres híd ellen (a hidat Kemény Farkas katonái védték). A 11. honvédegységet leszorították a hídról. Majd a magyar csapatok szuronyrohamot indítottak a visszafoglalására. Ebbe a kavarodásba érkezett Czetz ezredes csapataival. Czetz a magyar ágyúk előnyös felállításával foglalatoskodott. Ezután a átcsoportosított lövegek tüzet nyitottak, majd a meglepett osztrákok hátrálni kezdtek.

Ebben a pillanatban érkezett Bem tábornok a csatatérre. Amikor látta a csapatai sikerét, parancsot adott a 11. és 55. zászlóaljnak, hogy foglalják el a piski magaslatokat. A császáriak ekkor már az egész frontvonalon visszavonulóban voltak a Piski mögötti magaslatokra. Az ellenséget üldöző magyar csapatok centrumában a Mátyás-huszárok támadták az ellenséges lovasságot, de hirtelen megtorpantak amikor császári vadászok rejtekhelyeikből tüzet nyitottak rájuk. A huszárok meghátráltak és a mögöttük előnyomuló bihari lovasok is így tettek. Eközben az 55. zászlóaljnak elfogyott a lőszere, és amikor észrevették, hogy a bajtársaik visszavonulnak ők is meghátráltak. Puchner ezt látva ellentámadást indított. Bem megdöbbent, hogy már győztesnek hitt ütközet visszájára fordult. De Bem fel volt készülve és a híd mögött felállított két székely zászlóalja és szakasz lovassága útját állta a menekülőknek, majd fél óra alatt ismét csatarendbe állította őket. A császáriak igen meglepődtek amikor egy előnyösen felállított csapattal találták magukat szemben a híd túloldalán. A harc ismét fellángolt, de a császáriak nem tudtak nagyobb kárt tenni a magyar csatarendben, így a ütközetet a erdélyi magyar csapatok nyerték.

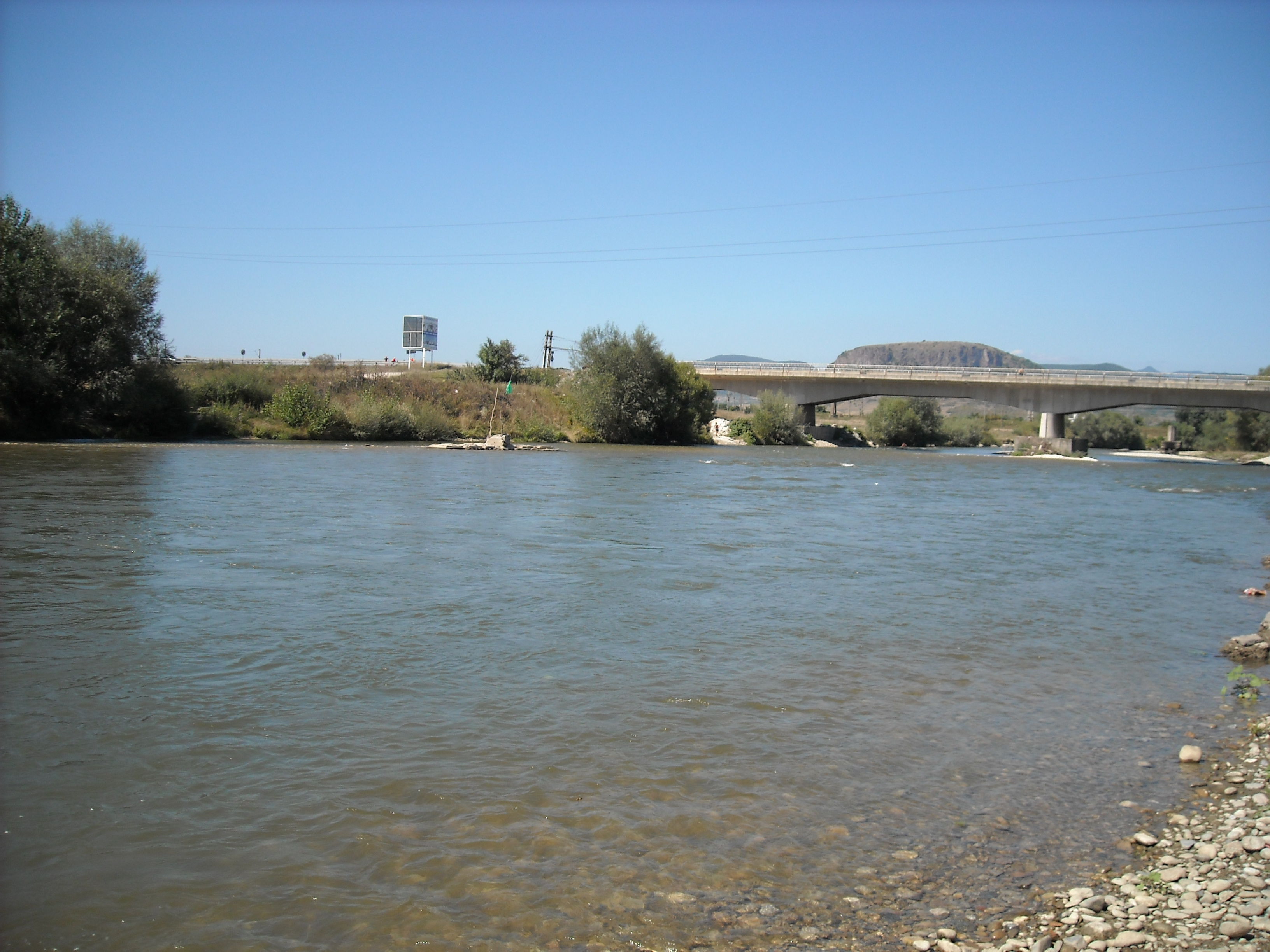
A régi piski híd csonkja a mai közúti híd felett